# Rejo Agung (Batanghari)
Rejo Agung is een bestuurslaag in het regentschap Lampung Timur van de provincie Lampung, Indonesië. Rejo Agung telt 2230 inwoners (volkstelling 2010).